# Mélesville
Barone Mélesville, pseudonimo di Anne-Honoré-Joseph Duveyrier (Parigi, 13 dicembre 1787 – Marly-le-Roi, 7 novembre 1865), è stato un drammaturgo e librettista francese, fratellastro del librettista Charles Duveyrier.

## Biografia
Figlio di un valente magistrato, Mélesville ebbe inizialmente successo come avvocato e magistrato. Lasciò poi quell'attività nel 1814 per dedicarsi al teatro (anche se aveva prima ottenuto lodi in quel settore nel 1811 per la sua commedia l'Oncle rival). Data la posizione del padre, decise di scrivere sotto lo pseudonimo di Mélesville, con il quale è ancora noto.
Scrisse in diversi generi letterari - drammi, melodrammi, commedie, vaudeville, libretti d'opera - realizzando oltre 340 opere, sia come autore singolo che in collaborazione con altri. Fra i suoi collaboratori si ricordano Eugène Scribe e Delestre-Poirson, con lo pseudonimo collettivo di Amédée de Saint-Marc. Collaborò con i più famosi autori Brazier, Carmouche, Bayard, Scribe, Léon Laya su oltre 500 lavori, alcuni dei quali ottennero grande successo. Fu con Scribe che ottenne i maggiori successi, su pezzi di genere, grazie al disegno dei pezzi, al loro ingegno, alle parole felici e ai dettagli ben messi in evidenza. Scrisse anche con  Dumersan e  Théaulon. Come librettista, ha in particolare collaborato con  Auber e  Adam. L'opera di maggior successo di Ignaz Brüll, Das Goldene Kreuz (La Croce d'Oro) è basata su un racconto di Mélesville.

## Opere

### Teatro
- 1811: L'Oncle rival, commedia in 1 atto e in prosa;[2]
- 1817: Le Petit Dragon, commedia in 2 atti, mista a vaudevilles, con Scribe e Charles-Gaspard Delestre-Poirson;
- 1817: L'Homme vert, commedia in 1 atto, mista a distici, con Delestre-Poirson;
- 1817: La Fête du mari, ou Dissimulons, commedia in 1 atto, mista a vaudevilles, con Scribe e Delestre-Poirson;
- 1817: L'An 1840, ou Qui vivra verra, commedia episodica, con Nicolas Brazier e Delestre-Poirson;
- 1818: Le Bourgmestre de Saardam ou les Deux Pierre, commedia eroica in 3 atti con Jean-Toussaint Merle e Jean Bernard Eugène Cantiran de Boirie, musica di Nicolas Schaffner;[3]
- 1818 : Les Solliciteurs et les Fous, commedia in 1 atto con Gabriel de Lurieu
- 1818: Les Dehors trompeurs, ou Boissy chez lui, commedia-vaudeville in 1 atto, con Scribe e Delestre-Poirson;
- 1818: La Volière de frère Philippe, commedia-vaudeville in 1 atto, con Scribe e Delestre-Poirson;
- 1818: Le Songe, ou la Chapelle de Glenthorn, melodramma in 3 atti e à grand spectacle, con Delestre-Poirson e Scribe;
- 1819: Les Deux Secrets, commedia in 1 atto e in prosa;[4]
- 1819: Le Petit Pinson, ou Une nuit à Beaune, folie-vaudeville in 1 atto, con Delestre-Poirson;
- 1819: Un bal bourgeois, tableau-vaudeville in 1 atto, con Michel-Nicolas Balisson de Rougemont e Delestre-Poirson;
- 1821: Le Parrain, commedia in 1 atto, con Scribe e Delestre-Poirson;
- 1821: Scène ajoutée au Boulevard Bonne-Nouvelle pour l'anniversaire de la naissance de Molière, con Charles-François-Jean-Baptiste Moreau de Commagny e eugène Scribe;
- 1822: Mémoires d'un colonel de hussards con Scribe;
- 1823: Le Menteur véridique, commedia-vaudeville in 1 atto con Scribe
- 1826: Le Confident, vaudeville in 1 atto con Scribe
- 1826: L'Ambassadeur, con Scribe
- 1826: L'Appartement garni, ou les Deux locataires, commedia-vaudeville in 1 atto, con Pierre Carmouche e Nicolas Gersin;
- 1827: Tony ou Cinq années in deux heures, con Nicolas Brazier
- 1827: La Chatte métamorphosée en femme, con Scribe
- 1827: Cinq heures du soir ou le Duel manqué, commedia-vaudeville in 1 atto, con Emmanuel Théaulon e Pierre Carmouche;
- 1828: Le Vieux Mari, con Scribe
- 1828: Le Mariage impossible, vaudeville in 2 atti e Pierre Carmouche
- 1829: Le Boulevard Bonne-Nouvelle, prologo in vaudeville, con Moreau de Commagny e Scribe;
- 1829: La Veste et la livrée, commedia-vaudeville in 1 atto, con Antoine-François Varner;
- 1830: Philippe, con Scribe;
- 1830: La Convalescente, commedia-vaudeville in 1 atto con Varner;
- 1831: Le Philtre champenois, commedia in 1 atto con Nicolas Brazier,
- 1831: L'Enfance de Louis XII ou la Correction de nos pères, vaudeville in 1 atto con Antoine Simonnin;
- 1831: L'Art de payer ses dettes, commedia-vaudeville in 1 atto, con Varner;
- 1832: Le Dernier Chapitre, commedia-vaudeville in 1 atto, con Dumanoir e Julien de Mallian;
- 1834: Le Capitaine de vaisseau ou La salamandre, preceduto da La carotte d'or, prologo, vaudeville nautico in 2 atti, con Benjamin Antier e Alexis Decomberousse;
- 1837: Suzanne, vaudeville in 2 atti con Eugène Guinot e Roger de Beauvoir
- 1837: Ma maison du Pecq, vaudeville in 1 atto, con Varner;
- 1840: Le Chevalier de Saint-Georges, commedia  in 3 atti con Roger de Beauvoir dall'omonimo romanzo di Roger de Beauvoir
- 1842: Les Circonstances atténuantes, vaudeville in 1 atto con Eugène Labiche  e Auguste Lefranc
- 1843: Deux-Ânes, vaudeville in 1 atto con Pierre Carmouche
- 1844: Carlo et Carlin, vaudeville in 2 atti con Dumanoir
- 1845: Un tuteur de vingt ans, commedia-vaudeville in 2 atti, con Guinot;
- 1846: La Carotte d'or, commedia-vaudeville in 1 atto, con Antier e Decomberousse;
- 1848: Vautrin et Frise-Poulet, folie-vaudeville in 1 atto, con Théodore Nézel;
- 1850: Le Sopha, racconto fantastico in 3 atti con Eugène Labiche, e Charles Desnoyer

### Libretti
- 1822: Le Petite Lampe merveilleuse, opéra-féerique in 3 atti, libretto di Scribe e Mélesville, musica di Alexandre Piccinni;
- 1823: Le valet de chambre, opéra-comique in 1 atto, libretto di Scribe e Mélesville, musica di Michele Carafa
- 1824: Le concert à la cour, ou La débutante, opéra-comique in un atto, libretto di Scribe e Mélesville, musica di Daniel Auber;
- 1824: Léocadie, dramma lirico in 3 atti, libretto di Scribe e Mélesville (da Miguel de Cervantes, musica di Daniel Auber;
- 1825: Le lapin blanc, opéra-comique in 1 atto, con Pierre Carmouche, musica di Ferdinand Hérold;
- 1827: Il borgomastro di Saardam, melodramma giocoso in 2 atti, libretto di Domenico Gilardoni, Mélesville, Jean-Toussaint Merle e Eugène Cantiran de Boirie, musica di Gaetano Donizetti;
- 1833: Ali Baba, ou Les quarante voleurs, tragedia lirica in 4 atti e prologo, libretto di Scribe e Mélesville, musica di Luigi Cherubini;
- 1831: Zampa, ou La fiancée de marbre, opéra-comique in 3 atti, musica di Ferdinand Hérold
- 1834: Le chalet, opéra-comique in un atto, libretto di Scribe e Mélesville, musica di Adolphe-Charles Adam;
- 1836: Betly, (La capanna svizzera), melodramma giocoso in 2 atti, libretto di Scribe e Mélesville, musica di Gaetano Donizetti;
- 1836: Sarah ou L'Orpheline de Glencoé, in 2 atti, musica di Albert Grisar;
- 1839: Le lac des fées, opera in 5 atti, libretto di Scribe e Mélesville, musica di Daniel Auber;
- 1841: La jeunesse de Charles-Quint, opéra-comique in 2 atti, musica di Alexandre Montfort;
- 1857: Les dames-capitaines, opéra-comique in 3 atti, musica di Napoléon Henri Reber;
- 1858: La chatte metamorphosée en femme, operetta in un atto, libretto di Scribe e Mélesville, musica di Jacques Offenbach;
- 1867: La permission de dix heures (Urlaub nach dem Zapfenstreich), opéra-comique in un atto, libretto di Mélesville, Pierre Carmouche e Charles Nuitter, musica di Jacques Offenbach;